# Čudežno potovanje
Čudežno potovanje (japonsko 千と千尋の神隠し, Hepburn Sen to Chihiro no Kamikakushi, 'Senino in Čihirinino odčaranje') je japonski fantazijski animirani film iz leta 2001, ki ga je napisal in režiral Hajao Mijazaki, animiral pa Studio Ghibli za Tokuma Shoten, Nippon TV, Dentsu, Walt Disney Studios Home Entertainment, Tohokushinsha Film, in Mitsubishi. V filmu igrajo Rumi Hiiragi, Miju Irino, Mari Natsuki, Takeši Naito, Jasuko Savaguči, Cunehiko Kamijo, Takehiko Ono in Bunta Sugavara. Čudežno potovanje pripoveduje zgodbo o Čihiro Ogino (Hiiragi), desetletnici, ki med selitvijo v novo sosesko vstopi v svet Kam (duhovi japonske šintoistične folklore). Potem ko čarovnica Jubaba (Natsuki) njene starše spremeni v prašiče, se Čihiro zaposli v kopališču Jubabe, da bi našla način, kako osvoboditi sebe in starše ter se vrniti v človeški svet.
Mijazaki je scenarij napisal, potem ko se je odločil, da bo film posnet po desetletni hčerki njegovega prijatelja Seidžija Okude, producenta filma, ki je vsako poletje obiskoval njegovo hišo. Takrat je Mijazaki razvijal dva osebna projekta, vendar sta bila zavrnjena. S proračunom 19 milijonov ameriških dolarjev se je produkcija Čudežnega potovanja začela leta 2000. Pixarjev animator John Lasseter, oboževalec in prijatelj Mijazakija, je Walt Disney Pictures prepričal, da kupi pravice za distribucijo filma v Severni Ameriki, in služil kot glavni producent angleške sinhronizirane različice. Lasseter je nato najel režiserja Kirka Wisea, producenta Donalda W. Ernsta ter scenarista Cindyja in Donalda Hewitta, ki sta angleški dialog napisala tako, da se je ujemal z izvirnimi gibi ustnic v japonskem jeziku.
Film je bil v distribuciji Toha prvotno izdan na Japonskem 20. julija 2001 ter po svetu zaslužil več kot 383 milijonov ameriških dolarjev bruto dohodka. Pogosto velja za enega izmed najboljših animiranih filmov vseh časov in se uvršča med Top 30 IMDb najbolje ocenjenih filmov. Skladno s tem je postal najuspešnejši in najbolj dobičkonosen film v japonski zgodovini s skupno ¥31,68 milijardami ali 305 milijoni USD bruto dohodka. Film je rekord držal 19 let, dokler ga leta 2020 ni podrl Demon Slayer: Kimetsu no Yaiba the Movie: Mugen Train.
Na 75. podelitvi oskarjev je prejel oskarja za najboljši animirani film in s tem postal prvi in edini ročno risani animirani film v ne angleškem jeziku, ki je prejel to nagrado. Bil je soprejemnik zlatega medveda na mednarodnem filmskem festivalu v Berlinu leta 2002 (skupaj s Krvavo nedeljo) in je med prvih 10 na seznamu "Top 50 filmov za otroke do 14. leta" britanskega filmskega inštituta. Leta 2016 ga je BBC razglasil za 4. najboljši film 21. stoletja, po izboru 177 filmskih kritikov z vsega sveta, s čimer je postal najvišje uvrščeni animirani film na seznamu. Leta 2017 ga je The New York Times imenoval tudi za drugi "najboljši film ... 21. stoletja doslej".

## Zgodba
Desetletna Čihiro s starši potuje v svoj novi dom. Njen oče se pri iskanju bližnjice znajde pred predorom, ki vodi v neko zapuščeno vas, ki jo kljub hčerinim pomislekom želi raziskati. Med raziskovanjem Čihiro odkrije ogromno kopališče, kjer spozna dečka po imenu Haku, ki jo opozori, da se mora nemudoma, pred sončnim zahodom, vrniti nazaj čez strugo. Vendar Čihiro prepozno odkrije, da so se njeni starši spremenili v prašiče, in sedaj ne more prečkati zdaj previsoke reke.
Haku poišče Čihiro in ji svetuje, naj prosi za službo pri kotlarju kopališča po imenu Kamadži. Kamadži naroči Lin, delavki v kopališču, naj Čihiro pošlje k Jubabi, čarovnici, ki vodi kopališče. Jubaba poskuša prestrašiti Čihiro, toda Čihiro vztraja in Jubaba jo najame. Jubaba ji odvzame drugi kandži njenega imena Čihiro (千尋) in jo preimenuje v Sen (千). Haku jo pozneje opozori, da če pozabi svoje ime, tako kot je on pozabil svoje, ne bo nikoli mogla zapustiti duhovnega sveta.
Ostali delavci kopališča slabo ravnajo s Sen; samo Kamadži in Lin ji kažeta sočutje. Med delom spusti v kopališče tiho bitje z imenom Brez-obraza, saj verjame, da je stranka. Kot prva Senina stranka pride "duh smradu", ki se na koncu izkaže za duha onesnažene reke. V zahvalo, ker ga je očistila, podari Sen čaroben emetičen cmok. Medtem Brez-obraza, z zlatom, ki ga je za seboj pustil smrdljivi duh, premami enega od delavcev in ga nato pogoltne. Zahteva hrano in začne dajati velike napitnine. Nato pogoltne še dva delavca, ko prekineta njegov pogovor s Sen.
Sen opazi papirnate Šikigamije, ki napadajo japonskega zmaja, katerega prepozna kot Hakuja. Ko hudo ranjeni Haku trči v Jubabino razkošno stanovanje, mu Sen sledi navzgor. Šikigami skrit na njenem hrbtu se spremeni v Zenibo, Jubabino sestro dvojčico. Sina Jubabe, Boha, spremeni v miško in mutira Jubabino harpijo v majhno ptico. Zeniba pove Sen, da ji je Haku ukradel čarobni zlati pečat, in jo opozori, da nosi smrtonosno prekletstvo. Haku uniči Šikigami in odpravi Zenibino pojavo. Nato pa skupaj s Sen, Bohom in harpijo pade v kotlarno, kjer ga Sen nahrani z delom cmoka, zaradi česar izbruha tako pečat kot črnega polža, ki ga Sen zdrobi z nogo.
Ko je Haku nezavesten, se Sen odloči vrniti pečat in se opravičiti Zenibi. Sen se sooči z Brez-obrazom, ki je zdaj gromozanski, in ga nahrani s preostankom cmoka. Brez-obraza sledi Sen iz kopališča in izbruha vse kar je pojedel. Sen, Brez-obraza, Boh in harpija se nato z vlakom odpravijo na srečanje z Zenibo. Jubaba ukaže, naj Senine starše zakoljejo, toda Haku razkrije, da je Boh pogrešan, in ga ponudi pridobiti nazaj, če Jubaba izpusti Sen in njene starše.
Zeniba razkrije, da je Senina ljubezen do Hakuja prekinila njegov urok in da je Jubaba s črnim polžem prevzela nadzor nad Hakujem. Haku se pri Zenibinem domu pojavi v svoji zmajevi obliki in odleti Sen, Boha in harpijo do kopališča. Brez-obraza se odloči, da bo ostal z Zenibo. Sredi poleta se Sen spomni, da je pred leti padla v reko Kohaku, ki jo je varno naplavila na obalo, s čimer je pravilno uganila Hakujevo resnično identiteto kot duha reke in ga pri tem osvobodila Jubabinega uroka.
Ko prispejo v kopališče, Jubaba prisili Sen, da prepozna svoje starše med skupino prašičev, da bi prekinila njuno prekletstvo. Potem ko Sen pravilno odgovori, da nobeden od prašičev ni njen starš, lahko prosto odide. Haku jo odpelje do zdaj že suhe struge in obljubi, da se bosta ponovno srečala. Čihiro se skozi predor vrne s starši, ki se po jedi na stojnici ne spomnijo ničesar. Čihiro se ozre nazaj v predor in ni prepričana, ali se je njena pustolovščina zares zgodila. Ko pridejo do svojega avtomobila, ga najdejo prekritega s prahom in listjem, nakar se odpeljejo proti novemu domu.

## Igralska zasedba
| Ime lika                      | Ime lika                                            | Glas podaril     | Glas podaril       |
| Slovenščina                   | Japonščina (Nihongo)                                | Japonščina       | Angleščina         |
| ----------------------------- | --------------------------------------------------- | ---------------- | ------------------ |
| Čihiro Ogino / Sen            | Ogino Chihiro (荻野 千尋) / Sen (千)                | Rumi Hiragi      | Daveigh Chase      |
| Haku / Duh reke Kohaku        | Haku (ハク) / Nigihayami Kohakunushi (饒速水小白主) | Miju Irino       | Jason Marsden      |
| Jubaba                        | Yubāba (湯婆婆)                                     | Mari Nacuki      | Suzanne Pleshette  |
| Zeniba                        | Zenība (銭婆)                                       | Mari Nacuki      | Suzanne Pleshette  |
| Kamadži                       | Kamajī (釜爺)                                       | Bunta Sugavara   | David Ogden Stiers |
| Lin                           | Rin (リン)                                          | Jomi Tamai       | Susan Egan         |
| Čičijaku                      | Chichiyaku (父役)                                   | Cunehiko Kamidžo | Paul Eiding        |
| Anijaku (pomočnik direktorja) | Aniyaku (兄役)                                      | Takehiko Ono     | John Ratzenberger  |
| Brez-obraza                   | Kaonashi (顔無し)                                   | Akio Nakamura    | Bob Bergen         |
| Aogaeru                       | Aogaeru (青蛙)                                      | Tacuja Gašuin    | Bob Bergen         |
| Bandaigaeru (delovodja)       | Bandai-gaeru (番台蛙)                               | Jo Oizumi        | Rodger Bumpass     |
| Boh (dojenček)                | Bō (坊)                                             | Rjunosuke Kamiki | Tara Strong        |
| Akio Ogino (Čihirin oče)      | Ogino Akio (荻野 明夫)                              | Takaši Naito     | Michael Chiklis    |
| Juko Ogino (Čihirina mama)    | Ogino Yūko (荻野 悠子)                              | Jasuko Savaguči  | Lauren Holly       |
| Rečni duh                     | Kawa no Kami (河の神)                               | Koba Hajaši      | Jim Ward           |
| Duh hrena                     | ''Oshira-sama'' (お白様)                            | Ken Jasuda       | Jack Angel         |

## Produkcija

### Razvoj in navdih
Vsako poletje je Hajao Mijazaki preživel počitnice v gorski koči z družino in petimi dekleti, ki so bile družinske prijateljice. Ideja za Čudežno potovanje se je porodila, ko je hotel posneti film za te prijatelje. Mijazaki je do takrat že režiral filme za majhne otroke in najstnike, kot sta Moj sosed Totoro in Kikina dostavna služba, ni pa še ustvaril filma za 10-letna dekleta. Za navdih je bral revije šojo mange, kot sta Nakajoši in Ribon, ki so jih dekleta pustile v koči, vendar je menil, da ponujajo le teme o "zaljubljenosti" in romantiki. Tako se je odločil, da bo produciral film o mladi junakinji, katero bi lahko dekleta bolje občudovale.
Mijazaki je že leta želel ustvariti nov film, toda njegova dva prejšnja predloga—eden je temeljil na japonski knjigi Kiri no Mukō no Fushigi na Machi (霧のむこうのふしぎな町) avtorja Sačika Kašivabe in drugi o najstniški junakinji—sta bila zavrnjena. Tretji predlog Mijazakija, ki je na koncu postal Čudežno potovanje, je bil uspešnejši. Tri zgodbe so se vrtele okoli kopališča, ki ga je navdihnilo eno v Mijazakijevem domačem kraju. Mijazaki je mislil, da je kopališče skrivnostno. Pozornost so mu ukradla majhna vrata pri banjah, zaradi česar si je o tem kaj skrivajo izmislil več zgodbic, od katerih je ena navdihnila kopališče v mestu Čudežnega potovanja.
Produkcija Čudežnega potovanja se je začela leta 2000 s proračunom v višini ¥1,9 milijarde (15 milijonov USD). Walt Disney Pictures je financiral 10% stroškov proizvodnje filma za predkupno pravico za ameriško distribucijo. Tako kot pri Princesi Mononoke so Mijazaki in osebje Studia Ghibli eksperimentirali z računalniško animacijo. Z uporabo več računalnikov in programov, kot je Softimage 3D, se je osebje naučilo programske opreme, vendar je tehnologijo skrbno uporabljalo, tako da je izboljšalo zgodbo, namesto da bi "ukradlo predstavo". Vsak lik je bil večinoma risan na roko, pri čemer je Mijazaki sodeloval skupaj z animatorji da bi bili liki narejeni ravno prav. Največja težava pri snemanju filma je bilo zmanjšanje njegove dolžine. Ko se je proizvodnja začela, je Mijazaki ugotovil, da bi film trajal več kot tri ure, če bi jo naredil po svojem scenariju. Iz zgodbe je moral izbrisati veliko prizorov in poskušal zmanjšati "sladkarije za oči", ker je želel, da je preprost. Mijazaki iz junaka ni hotel narediti "lepega dekleta". Na začetku je bil razočaran, kako je bil lik videti "dolgočasno", in si mislil: "Ni prikupna. Ali ne moremo kaj storiti?" Ko se je film približal koncu, pa je z olajšanjem začutil, "da bo očarljiva ženska." Telecom Animation Film, Anime International Company, Madhouse, Production I.G, Oh! Production in DR Movie so pomagali pri animiranju filma.
Mijazaki je nekatere zgradbe v duhovnem svetu zasnoval na zgradbah v resničnem življenju kot je Arhitekturni muzej na prostem Edo-Tokio v Koganeiju v Tokiu na Japonskem, ki ga je med delom na filmu pogosto obiskoval za navdih. Mijazakija so od vedno zanimale stavbe v psevdozahodnem slogu iz obdobja Meidži, ki so bile tam na voljo. 
Zaradi muzeja se je Mijazaki počutil nostalgično, "še posebej, če tam zvečer blizu zaprtja stojim sam, in sonce zahaja – mi solze zavrejo v očeh". Drug pomemben navdih je bila tradicionalna japonska gostilna Notoja Rjokan (能 登 谷 旅館) v prefekturi Jamagata, ki slovi po izvrstni arhitekturi in okrasnih lastnostih. Čeprav nekateri vodniki in članki trdijo, da je staro zlato mesto Džjufen na Tajvanu služilo kot inspiracija za film, Mijazaki to zanika. Tudi za Dōgo Onsen je pogosto rečeno, da je bil ključni navdih za vrelec/kopališče Čudežnega potovanja.

### Glasba in soundtrack
Filmsko glasbo za Čudežno potovanje je napisal in dirigiral Mijazakijev redni sodelavec Joe Hisaiši, izvedla pa jo je Nova japonska filharmonija. Soundtrack je na 56. podelitvi Mainičijevih filmskih nagrad prejel nagrado za najboljšo glasbo ter na mednarodnem anime sejmu v Tokiu prejel najboljšo glasbeno nagrado v kategoriji gledališki film. Poleg tega je na 17. japonski podelitvi zlatega diska prejel nagrado za animirani album leta. Kasneje je Hisaiši dodal besedilo skladbi "One Summer's Day" in novo različico poimenoval "The Name of Life" (千と千尋の神隠し　イメージアルバム, Sen to Chihiro no Kamikakushi Imēji Arubamu), ki jo je izvedla Ajaka Hirahara.
Zaključno pesem "Always With Me" (いつも何度でも, "Itsumo Nando Demo", dobesedno 'Vedno, ni važno kolikokrat') je napisal in izvedel Joumi Kimura, skladatelj in igralec lire iz Osake. Besedila je napisal Kimurin prijatelj Vakako Kaku. Pesem je bila namenjena za Rin the Chimney Painter  (煙 突 描 き の リ ン Entotsu-kaki no Rin), film Mijazakija, ki pa ni bil nikoli izdan. V dodatnih vsebinah japonskega DVD-ja Hajao Mijazaki razloži, kako ga je pesem v resnici navdihnila za ustvarjanje Čudežnega potovanja. Sama pesem je bila na 43. podelitvi nagrad Japan Record Awards prepoznana kot zlata.
Poleg izvirnega soundtracka je na voljo tudi slikovni album z naslovom Slikovni album Čudežnega potovanja ( 千と千尋の神隠し　イメージアルバム, Sen to Chihiro no Kamikakushi Imēji Arubamu), ki vsebuje 10 skladb.

### Angleška priredba
John Lasseter, animator Pixarja ter oboževalec in prijatelj Mijazakija, je pogosto sedel s svojim osebjem in gledal Mijazakijeva dela, ko se je srečeval s problemi v zgodbi. Ko je videl Čudežno potovanje, je bil Lasseter navdušen. Ko je slišal njegovo reakcijo na film, je direktor Disneyja Michael Eisner Lasseterja vprašal, ali bi ga zanimala predstavitev Čarobnega potovanja ameriškemu občinstvu. Lasseter se je strinjal, in pristal, da bo izvršni producent za angleško priredbo. Po tem se je projektu začelo pridruževati še nekaj drugih: sorežiser filma Lepotica in zver Kirk Wise in koproducent Aladina Donald W. Ernst sta se Lasseterju pridružila kot režiser in producent Čudežnega potovanja. Scenarista Cindy Davis Hewitt in Donald H. Hewitt sta napisala angleški dialog, tako, da se je ujemal z izvirnimi gibi ustnic v japonskem jeziku.
Igralsko zasedbo filma sestavljajo Daveigh Chase, Jason Marsden, Suzanne Pleshette (njena zadnja filmska vloga pred smrtjo januarja 2008), Michael Chiklis, Lauren Holly, Susan Egan, David Ogden Stiers in John Ratzenberger. Oglaševanje je bilo omejeno, pri čemer je bilo Čudežno potovanje omenjeno v majhnem drsnem delu filmskega oddelka Disney.com; Disney je Čudežno potovanje postavil na stranski del spletne strani in filmu dal razmeroma majhen promocijski proračun. Marc Hairston trdi, da je bil to upravičen odgovor na to, da je Studio Ghibli obdržal pravice do trženja filma in likov, kar je omejilo Disneyjevo zmožnost ustreznega trženja filma.

## Tematike

### Supernaturalizem
Glavne tematike Čudežnega potovanja, na katere močno vpliva japonska šinto-budistična folklora, se osredotočajo na glavno junakinjo Čihiro in njeno liminalno potovanje po kraljestvu duhov. Osrednja lokacija filma je japonsko kopališče, kjer se kopajo številna japonska folklorna bitja, vključno s kami. Mijazaki navaja rituale solsticija, ko vaščani pokličejo svoje lokalne kami in jih povabijo v svoje kopeli. Čihiro se srečuje tudi s kami živali in rastlin. Mijazaki o tem pravi:
V času mojih starih staršev so verjeli, da kami obstajajo povsod – na drevesih, v rekah, žuželkah, vodnjakih, kjerkoli. Moja generacija v to ne verjame, vendar mi je všeč ideja, da bi morali vsi spoštovati vse, ker bi tam lahko obstajali duhovi, kajti v vsem obstaja nekakšno življenje.
Čihirin arhetipski vstop v drug svet razmejuje njen status nekje med otrokom in odraslim. Čihiro stoji tudi zunaj družbenih meja v nadnaravnem okolju. Uporaba besede kamikakuši (dobesedno "skrito s strani bogov") v japonskem naslovu in z njo povezane folklore krepi liminalno sporočilo: "Kamikakuši je sodba o "družbeni smrti" na tem svetu, prihod nazaj na ta svet iz Kamikakušija pa pomeni "družbeno vstajenje."
Dodatne tematike so izražene preko Brez-obraza, ki odraža značaje, ki ga obkrožajo ter se uči z zgledom in upošteva lastnosti tistega, ki ga zaužije. Ta narava povzroči pošastno divjanje Brez-obraza po kopališču. Potem ko Čihiro z emetičnim cmokom reši Brez-obraza, ta ponovno postane plah. Na koncu filma se Zeniba odloči, da bo poskrbela za Brez-obraza, da se bo lahko razviljal brez negativnega vpliva kopališča.

#### Fantazija
Film so primerjali z Alico v čudežni deželi in s Skozi zrcalo in kaj je Alica našla na drugi strani avtorja Lewisa Carrolla, saj imajo zgodbe nekaj skupnih elementov, kot so postavitev v domišljijskem svetu, zapleti,  ki vključujejo motnje v logiki in stabilnosti, in motivi, kakršni so hrana z metamorfnimi lastnostmi; čeprav se razvoj in teme ne delijo.  Med drugimi zgodbami v primerjavi z Čudežnim potovanjem je videti, da je Čarovnik iz Oza tematsko tesneje povezan.
Jubaba ima veliko podobnosti z Možicljem iz Ostržka, in sicer v smislu, da ljudi mutira v prašiče na podoben način, kot so bili fantje iz Dežele igrač spremenjeni v osle. Po zaposlitvi v kopališču Jubabin zaseg Čihirinega pravega imena simbolično ubije otroka, ki mora nato sprejeti odraslost. Nato opravi obred prehoda v skladu z monomitskim formatom; da si Čihiro povrne povezanost s svojo preteklostjo, si mora ustvariti novo identiteto.

### Tradicionalna japonska kultura
Čudežno potovanje vsebuje kritiko do sodobne japonske družbe glede generacijskih konfliktov in okoljskih vprašanj. Čihiro je bila označena kot predstavnica šoj, katerih vloge in ideologije so se močno spremenile od povojne Japonske. Tako kot Čihiro išče svojo preteklo identiteto, se je Japonska v zaskrbljenosti zaradi gospodarske recesije, ki se je zgodila med izidom filma leta 2001, poskušala ponovno povezati s preteklimi vrednotami. V intervjuju je Mijazaki komentiral ta nostalgični element za staro Japonsko.

### Zahodno potrošništvo
V skladu s tem lahko film delno razumemo kot raziskovanje vpliva pohlepnosti in zahodnega potrošništva na tradicionalno japonsko kulturo. Na primer, Jubaba je v kopališču stilsko unikatna, nosi zahodnjaško obleko in živi med evropskim okrasjem in pohištvom, v nasprotju z minimalističnim japonskim življenjem njenih zaposlenih, kar predstavlja zahodni kapitalistični vpliv na Japonsko v obdobju Meidži in pozneje. Skupaj s svojo funkcijo v temi navideznega prehajanje v odraslo dobo lahko Jubabino dejanje, ko odvzame Čihirino ime in ga nadomesti s Senom, razumemo kot simbol enoumne skrbi za vrednost kapitalizma.
Meidži dizajn zapuščenega tematskega parka je prizorišče metamorfoze Čihirinih staršev—družina se pripelje z uvoženim avtomobilom Audi, oče pa nosi polo majico v evropskem slogu, ter Čihiri zagotavlja, da ima "kreditne kartice in gotovino" pred njuno preobrazbo v dobesedne potrošniške prašiče. Mijazaki je izjavil:
Čihirini starši, ki se spremenijo v prašiče, simbolizirajo, kako nekateri ljudje postanejo pohlepni. Takoj, ko Čihiro izreče, da je v tem mestu nekaj čudnega, se njeni starši spremenijo v prašiče. Bili so ljudje, ki so se v japonskem finančnem mehurčku (potrošniška družba) v osemdesetih "spremenili v prašiče", kar te ljudje še vedno niso dognali. Ko nekdo postane prašič, se ne vrne v človeka, temveč postopoma začne imeti "telo in dušo prašiča". Ti ljudje pravijo: "Smo v recesiji in nimamo dovolj za jesti." To ne velja samo za domišljijski svet. Morda to ni naključje in je hrana pravzaprav (analogija za) "past za ulov izgubljenih ljudi."
Vendar kopališče duhov ni mogoče videti kot kraj brez dvoumnosti in teme. Številni zaposleni so do Čihiro nesramni, ker je človek in korupcija je vselej prisotna; to je kraj preobilja in pohlepa, kot je prikazano v začetnem videzu Brez-obraza. V popolnem nasprotju s preprostostjo Čihirinega potovanja in preobrazbe je v ozadju nenehno kaotičen karneval.

### Okoljevarstvo
V filmu obstajata dva večja primera aluzij na okoljska vprašanja. Prvo opazimo, ko se Čihiro ukvarja z "duhom smradu". Duh smradu je pravzaprav rečni duh, a je bil tako okužen z umazanijo, da na prvi pogled ni bilo mogoče vedeti, kaj je. Očiščen je postal šele, ko je Čihiro iz njega potegnila ogromno smeti, vključno z avtomobilskimi gumami, odpadki in kolesom. To namiguje na onesnaževanje okolja s strani ljudi in na to, kako lahko ljudje brezskrbno odmetavajo stvari, ne da bi pomislili na posledice in kje bodo smeti na koncu pristale.
Drugo aluzijo vidimo v samem Hakuju. Haku se ne spomni svojega imena in je izgubil preteklost, zaradi česar je obtičal v kopališču. Sčasoma se Čihiro spomni, da je bil nekoč duh reke Kohaku, ki je bila uničena, saj so na njenem mestu zgradili stanovanja. Zaradi potrebe ljudi po razvoju so uničili del narave, zaradi česar je Haku izgubil dom in identiteto. To lahko primerjamo s krčenjem gozdov in dezertifikacijo; ljudje uničujejo naravo, povzročajo neravnovesje v ekosistemu in rušijo domove živali, da bi zadovoljili svoje potrebe po več prostoru (stanovanja, nakupovalni centri, trgovine itd.), vendar ne razmišljajo o tem, kako lahko te spremembe vplivajo na druga živa bitja.

## Izdaja

### Bruto dohodek
Čudežno potovanje je v kinematografih na Japonskem 20. julija 2001 izdal distributer Toho ter zbral ¥30,4 milijarde, s čimer je postal film z največjim zaslužkom v japonski zgodovini, poroča Japonsko združenje proizvajalcev filmov. Bruto dohodek filma na Japonskem pa se je do leta 2020 povečal na ¥31,68 milijarde. Bil je tudi prvi film, ki je pred odprtjem v ZDA po svetu zaslužil 200 milijonov USD.
Disneyjeva angleška priredba filma pod nadzorom Lasseterja je bila premierno prikazana na mednarodnem filmskem festivalu v Torontu 7. septembra 2002, ter v Severni Ameriki izdana 20. septembra 2002. Čudežno potovanje je dobilo zelo malo trženja, manj kot drugi B-filmi Disneyja, zaradi česar je film leta 2002 prikazalo največ 151 kinematografov. Po oskarjih leta 2003 se je številka razširila na 714 kinematografov. Film je ob otvoritvenem vikendu zaslužil 450.000 ameriških dolarjev, do konca septembra 2003 pa približno 10 milijonov dolarjev. Zunaj Japonske in ZDA je bil film dokaj uspešen tako v Južni Koreji kot v Franciji, kjer je zaslužil 11 oziroma 6 milijonov dolarjev. V Argentini je med top deset anime filmi z največ prodanimi vstopnicami.
Približno 18 let po prvotni izdaji na Japonskem je bilo Čudežno potovanje naposled 21. junija 2019 izdano tudi na Kitajskem. Sledilo je filmski izdaji filma Moj sosed Totoro decembra 2018. Zamujena filmska izdaja na Kitajskem je bila posledica dolgoletnih političnih napetosti med Kitajsko in Japonsko, a mnogi Kitajci so se z Mijazakijevimi filmi seznanili zaradi hitrega širjenja video piratstva. Ob otvoritvenem vikendu na Kitajskem je film z 28,8 milijona ameriških dolarjev bruto dohodka prehitel Svet igrač 4. V drugem vikendu je Čudežno potovanje na Kitajskem zbralo 54,8 milijona ameriških dolarjev bruto dohodka, kar je film tisti vikend uvrstilo na drugo mesto, takoj za filmom Spider-Man: Daleč od doma. Od 16. julija 2019 je film na Kitajskem zaslužil 70 milijonov dolarjev, tako da njegov svetovni bruto dobiček znaša okoli 346 milijonov dolarjev.

### Domači mediji
Čudežno potovanje je bilo na Japonskem najprej izdano v obliki VHS in DVD pri distributerju Buena Vista Home Entertainment 19. julija 2002. Japonske DVD izdaje vključujejo snemalne knjige za film, posebna izdaja pa DVD predvajalnik Ghibli. Na Japonskem je bilo do leta 2007 prodanih 5,5  milijona domačih video enot Čudežnega potovanja, ki trenutno drži rekord za največ prodanih domačih video izvodov filma vseh časov v državi.
V Severni Ameriki je film v obliki DVD in VHS izdal Walt Disney Home Entertainment 15. aprila 2003. Zaradi pozornosti, ki jo je prinesel oskar, je film postal uspešnica. Dodatne vsebine vključujejo japonske napovednike, snemanje dokumentarnega filma, ki je bil prvotno predvajan na Nippon Television, intervjuji s severnoameriškimi igralci, izbrana primerjava med zgodbami in sceno ter Umetnost Čudežnega potovanja, dokumentarni film, ki ga je pripovedoval igralec Jason Marsden. V Veliki Britaniji je film izšel po vsej državi pri založbi Optimum Releasing 12. septembra 2003, kasneje pa je bil izdan na DVD in VHS na voljo samo za izposojo prek neodvisnega distributerja High Fliers Films PLC po izidu filma v kinodvoranah. Pozneje je bil uradno izdan na DVD-ju 29. marca 2004, distribucijo pa je opravil Optimum Releasing. Leta 2006 je bil ponovno izdan kot del ponudbe Optimuma z naslovom "Zbirka Studio Ghibli".
Film je bil izdan v formatu Blu-ray na Japonskem in v Veliki Britaniji leta 2014, v Severni Ameriki pa ga je izdal Walt Disney Studios Home Entertainment 16. junija 2015. GKIDS je 17. oktobra 2017 ponovno izdal film na Blu-rayju in DVD-ju. 12. novembra 2019 sta GKIDS in Shout! Factory izdala ekskluzivno zbirateljsko izdajo Čudežnega potovanja, ki vključuje film na Blu-rayju in soundtrack filma na CD-ju, pa tudi knjigo na 40 straneh z izjavami Tošia Suzukija in Hajaa Mijazakija ter eseje filmskega kritika Kennetha Turana in filmskega zgodovinarja Leonarda Maltina.

## Sprejem

### Kritični odziv
Čudežno potovanje je prejelo precejšen kritični uspeh v širokem obsegu. Na spletni strani Rotten Tomatoes ima film 97-odstotno odobritveno oceno na podlagi 187 ocen s povprečno oceno 8,61/10. Splošno mnenje kritikov spletnega mesta se glasi: "Čudežno potovanje je bleščeča, očarljiva in čudovito narisana pravljica, ki bo gledalce pustila nekoliko bolj radovedne in navdušene nad svetom okoli njih." Metacritic, ki uporablja tehtano povprečje, je filmu na podlagi 41 kritikov ocenil 96 od 100 točk, kar kaže na "splošno priznanje".
Roger Ebert iz Chicago Sun-Timesa je filmu dal štiri zvezdice ter pohvalil delo in Mijazakijevo režijo. Ebert je še dejal, da je bilo Čudežno potovanje eden "najboljših filmov leta", in ga dodal na svoj seznam "Velikih filmov". Elvis Mitchell iz New York Timesa je pozitivno ocenil film in pohvalil animacijske sekvence. Mitchell je film tudi ugodno primerjal s Skozi zrcalo in kaj je Alica našla na drugi strani avtorja Lewisa Carrolla, rekel pa je tudi, da Mijazakijevi filmi govorijo o "muhavosti kot razpoloženju", liki pa "povečujejo napetost [filma]". Derek Elley iz Varietyja je dejal, da v Čudežnem potovanju "lahko uživajo tako otroci kot odrasli" in pohvalil animacijo ter glasbo. Kenneth Turan iz Los Angeles Timesa je pohvalil Mijazakijevo režijo in glasovno igranje ter dejal, da je film "produkt močne in neustrašne domišljije, katere stvaritve so nekaj kar človek še nikoli ni videl." Tudi kritik iz Orlando Sentinela Jay Boyar je pohvalil Mijazakijevo režijo in dejal, da je film "popolna izbira za otroka, ki se je preselil v nov dom."
Leta 2004 je Cinefantastique film uvrstil med "10 bistvenih animacij". Leta 2005 je IGN Čudežno potovanje uvrstil na 12. mesto najboljših animiranih filmov vseh časov. Film je tudi uvrščen na 9. mesto najbolje ocenjenih filmov vseh časov na Metacriticu in je najvišje ocenjen tradicionalno animirani film na spletnem mestu. Film se je leta 2010 uvrstil na 10. mesto "100 najboljših filmov svetovnega filma" revije Empire. Leta 2010 ga je Rotten Tomatoes označil za 13. najboljši animirani film, leta 2012 pa 17. Leta 2019 je spletno mesto postavilo film na 1. mesto med 140 nujnimi animiranimi filmi, ki bi si jih moral ogledati vsak.
Hiroki Azuma je v svoji knjigi Otaku ugotovil: "Med letoma 2001 in 2007 so otaku trgi na Japonskem dokaj hitro dosegli družbeno prepoznavnost," in med svojimi primeri navaja Mijazakijevo zmago Čudežnega potovanja na podelitvi oskarjev.

### Priznanja
| Leto | Nagrada                                          | Kategorija                                                       | Prejemnik                                                                                  | Rezultat                                 |
| ---- | ------------------------------------------------ | ---------------------------------------------------------------- | ------------------------------------------------------------------------------------------ | ---------------------------------------- |
| 2001 | Animacija v Kobeju                               | Nagrada za gledališki film                                       | Čudežno potovanje                                                                          | Osvojil/a                                |
| 2001 | Modri trak                                       | Najboljši film                                                   | Čudežno potovanje                                                                          | Osvojil/a                                |
| 2001 | Filmske nagrade Mainiči                          | Najboljši film                                                   | Čudežno potovanje                                                                          | Osvojil/a                                |
| 2001 | Filmske nagrade Mainiči                          | Najboljši animirani film                                         | Čudežno potovanje                                                                          | Osvojil/a                                |
| 2001 | Filmske nagrade Mainiči                          | Najboljša režija                                                 | Hajao Mijazaki                                                                             | Osvojil/a                                |
| 2002 | 25. podelitev nagrad japonske filmske akademije  | Najboljši film                                                   | Čudežno potovanje                                                                          | Osvojil/a                                |
| 2002 | 25. podelitev nagrad japonske filmske akademije  | Najboljša skladba                                                | Joumi Kimura                                                                               | Osvojil/a                                |
| 2002 | 52. mednarodni filmski festival v Berlinu        | Zlati medved                                                     | Čudežno potovanje                                                                          | Osvojil/a (skupaj s Krvavo nedeljo)      |
| 2002 | Festival Cinekid                                 | Filmska nagrada Cinekida                                         | Čudežno potovanje                                                                          | Osvojil/a (skupaj z The Little Bird Boy) |
| 2002 | 21. podelitev Hongkonške filmske nagrade         | Najboljši azijski film                                           | Čudežno potovanje                                                                          | Osvojil/a                                |
| 2002 | Nagrada Anime v Tokiu                            | Animacija leta                                                   | Čudežno potovanje                                                                          | Osvojil/a                                |
| 2002 | Nagrada Anime v Tokiu                            | Najboljša scenografija                                           | Jodži Takešige                                                                             | Osvojil/a                                |
| 2002 | Nagrada Anime v Tokiu                            | Najboljše oblikovanje lika                                       | Hajao Mijazaki                                                                             | Osvojil/a                                |
| 2002 | Nagrada Anime v Tokiu                            | Najboljša režija                                                 | Hajao Mijazaki                                                                             | Osvojil/a                                |
| 2002 | Nagrada Anime v Tokiu                            | Najboljša glasba                                                 | Joe Hisaishi                                                                               | Osvojil/a                                |
| 2002 | Nagrada Anime v Tokiu                            | Najboljši scenarij                                               | Hajao Mijazaki                                                                             | Osvojil/a                                |
| 2002 | Nagrada Anime v Tokiu                            | Najboljša sinhronizacija                                         | Rumi Hiragi kot Čihiro                                                                     | Osvojil/a                                |
| 2002 | Nagrada Anime v Tokiu                            | Notable Entry                                                    | Hajao Mijazaki                                                                             | Osvojil/a                                |
| 2002 | Nagrade združenja filmskih kritikov v Utahu      | Najboljši film                                                   | Čudežno potovanje                                                                          | Osvojil/a                                |
| 2002 | Nagrade združenja filmskih kritikov v Utahu      | Najboljša režija                                                 | Hajao Mijazaki Kirk Wise (angleška priredba)                                               | Osvojil/a                                |
| 2002 | Nagrade združenja filmskih kritikov v Utahu      | Najboljši scenarij                                               | Hajao Mijazaki Cindy Davis Hewitt (angleška priredba) Donald H. Hewitt (angleška priredba) | Osvojil/a                                |
| 2002 | Nagrade združenja filmskih kritikov v Utahu      | Najboljši neangleški film                                        | Japonska                                                                                   | Osvojil/a                                |
| 2002 | Narodno združenje kritikov                       | Nagrada narodnega združenja kritikov za najboljši animirani film | Čudežno potovanje                                                                          | Osvojil/a                                |
| 2002 | Nagrada newyorških filmskih kritikov             | Najboljši animirani celovečerni film                             | Čudežno potovanje                                                                          | Osvojil/a                                |
| 2003 | 75. podelitev oskarjev                           | Najboljši animirani celovečerni film                             | Čudežno potovanje                                                                          | Osvojil/a                                |
| 2003 | 30. podelitev nagrade Annie                      | Nagrada Annie za najboljši animirani celovečerni film            | Čudežno potovanje                                                                          | Osvojil/a                                |
| 2003 | 30. podelitev nagrade Annie                      | Režija v animirani celovečerni produkciji                        | Hajao Mijazaki                                                                             | Osvojil/a                                |
| 2003 | 30. podelitev nagrade Annie                      | Nagrada Annie za zgodbo v celovečerni produkciji                 | Hajao Mijazaki                                                                             | Osvojil/a                                |
| 2003 | 30. podelitev nagrade Annie                      | Nagrada Annie za glasbo v celovečerni produkciji                 | Joe Hisaiši                                                                                | Osvojil/a                                |
| 2003 | 8. podelitev nagrad ameriških kritikov           | Najboljši animirani celovečerni film                             | Čudežno potovanje                                                                          | Osvojil/a                                |
| 2003 | 29. podelitev Saturnove nagrade                  | Najboljši animirani film                                         | Čudežno potovanje                                                                          | Osvojil/a                                |
| 2003 | 29. podelitev Saturnove nagrade                  | Saturnova nagrada za najboljšo zgodbo                            | Hajao Mijazaki Cindy Davis Hewitt (angleška priredba) Donald H. Hewitt (angleška priredba) | nominiran/a                              |
| 2003 | 29. podelitev Saturnove nagrade                  | Saturnova nagrada za najboljšo glasbo                            | Joe Hisaiši                                                                                | nominiran/a                              |
| 2003 | 7. podelitev nagrade Zlati satelit               | Najboljši animirani ali mešani celovečerni film                  | Čudežno potovanje                                                                          | Osvojil/a                                |
| 2003 | Festival fantastičnih filmov v Amsterdamu        | Nagrada Silver Scream                                            | Čudežno potovanje                                                                          | Osvojil/a                                |
| 2003 | Christopherjove nagrade                          | Celovečerni film                                                 | Čudežno potovanje                                                                          | Osvojil/a                                |
| 2004 | 57. podelitev nagrad Britanske filmske akademije | Najboljši tujejezični film                                       | Čudežno potovanje                                                                          | nominiran/a                              |